# Актантная схема
В парижской семиотической школе А. Ж. Греймаса актантной схемой (фр. schéma actantiel) называется фундаментальная универсальная нарративная структура, лежащая в основе любого текста. Актантная схема представляет собой модифицированную и обобщённую версию «кругов действия» из «Морфологии сказки» В. Я. Проппа.
По Греймасу, существует шесть актантных ролей, или функций, объединённых в три пары бинарных оппозиций: субъект/объект, отправитель/получатель, помощник/оппонент, которые вместе учитывают все возможные взаимоотношения в рассказе и по сути дела вообще в сфере человеческой деятельности.
В эту схему может быть также включена роль антисубъекта — вариант роли оппонента. Эти нарративные роли могут исполнять люди, места, предметы или абстрактные понятия.
Схема иллюстрирует, прежде всего, обязательное отношение между отправителем и получателем. Оно основано на желании получить предмет или обязательство: это желание отправитель передаёт получателю, после чего последний отправляется на поиски. Таким образом, функция отправителя — побудить получателя сделать что-либо (faire faire), тем самым превратив его из получателя в субъекта.
С другой стороны, отношение между субъектом и объектом, также основанное на желании или долженствовании, связано с изменением бытийного состояния (faire être): его функция в том, чтобы преобразовать ситуацию недостатка или желания в ситуацию достаточности посредством соединения с объектом или разъединения с ним. Таким образом, желание получить объект становится ключевым звеном всей схемы.